# Peter Longbottom
Peter Longbottom (ur. 13 maja 1959 w Huddersfield, zm. 10 lutego 1998 w York) – brytyjski kolarz.

## Lata młodości
Pochodził z kolarskiej rodziny. Kolarstwo zaczął uprawiać w dzieciństwie. W 1977 zadebiutował na międzynarodowych zawodach, którymi były mistrzostwa świata juniorów.

## Kariera amatorska
W 1992 wystąpił na igrzyskach olimpijskich, na których zajął 14. miejsce w jeździe drużynowej na 100 km na czas. Brytyjski zespół uzyskał czas 2:12:14.
Dwukrotny medalista igrzysk Wspólnoty Narodów. W 1990 zdobył brązowy medal w jeździe drużynowej na czas oraz był 5. w wyścigu na 173 km z czasem 4:34:25,48 s, natomiast w 1994 wywalczył srebro w jeździe drużynowej na 100 km na czas (zespół brytyjski w składzie Matthew Illingworth, Paul Jennings, Simon Lillistone, Peter Longbottom uzyskała czas 1:56:40,76 s).
W październiku 1996 zakończył karierę.
Czterdziestoczterokrotny medalista mistrzostw kraju.

## Kariera zawodowa
W 1982 przez jeden sezon jeździł w drużynie ACBB, jednakże później wrócił do kolarstwa amatorskiego.

## Dalsze losy

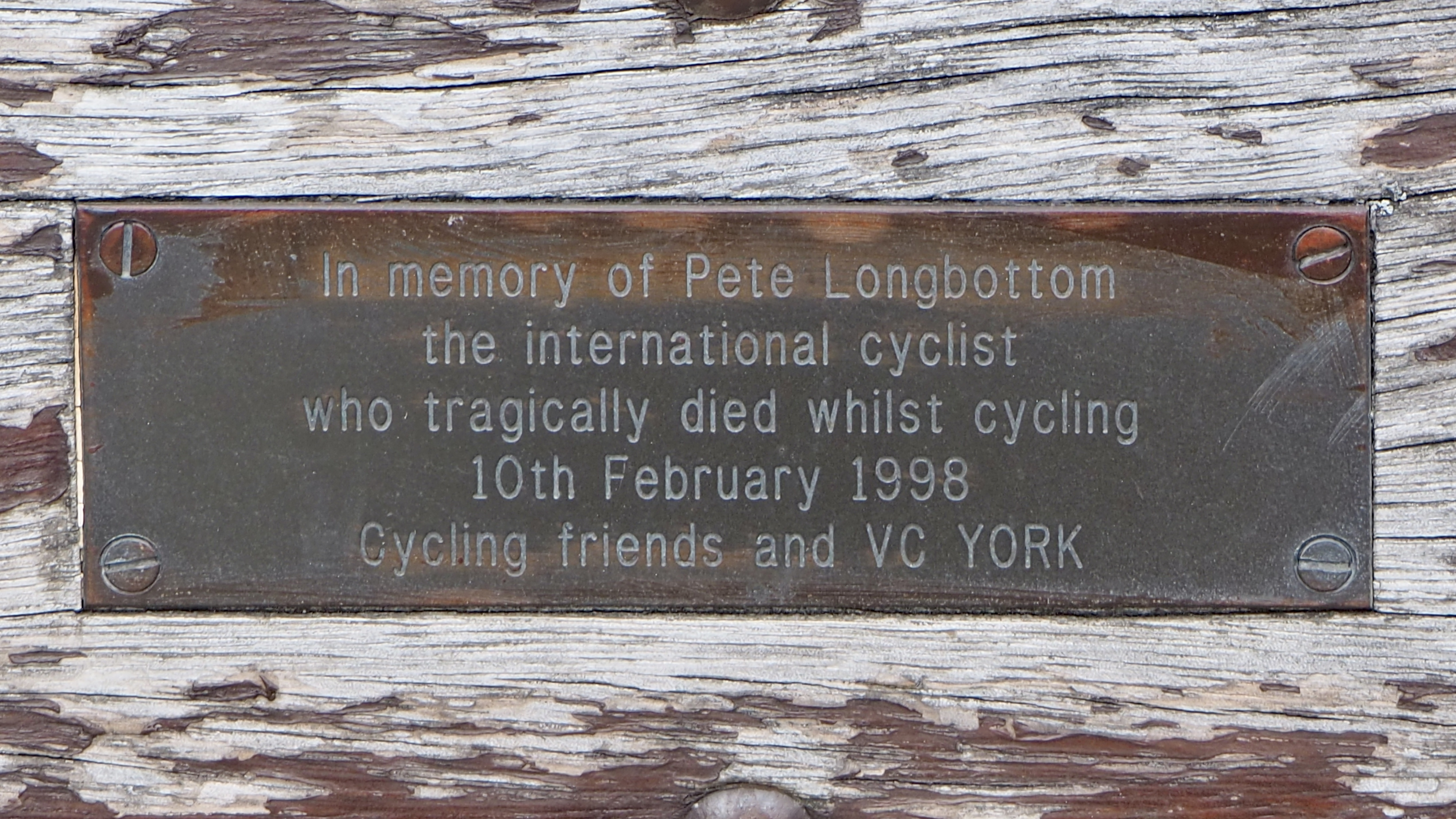
Tablica pamiątkowa

Po zakończeniu kariery pracował jako trener klubu North Wirral Velo. Był również dyrektorem firmy budowlanej w York. Zginął 10 lutego 1998 w wypadku drogowym na drodze A64.

## Życie osobiste
Był żonaty z Lyn Snowdon. Był szwagrem Jeffa Williamsa.